# Klupsko prvenstvo Hrvatske u odbojci na pijesku za žene 2011.
Klupsko prvenstvo Hrvatske u odbojci na pijesku za žene za 2011. godinu, odnosno za sezonu 2010./11.  
Igrane su: 
- 1. liga – 7 klubova; prvak "Žal" iz Banjola[1][2]

## Prva liga
Sudionici
- KOP Erste Zagreb – Zagreb  (također kao "Zagreb")
- KOP Jarun – Zagreb
- HAKOP Mladost – Zagreb
- KOP Split  – Split
- KOP Vrapče – Zagreb
- KOP Žal – Banjole, Medulin
- KOP Žnjan  – Split

Ljestvica
| mj | klub         | ut | pob | ner | por | set+ | set- | poen+ | poen- | bod |
| -- | ------------ | -- | --- | --- | --- | ---- | ---- | ----- | ----- | --- |
| 1. | Žal          | 12 | 7   | 5   | 0   | 39   | 15   | 1011  | 823   | 19  |
| 2. | Split        | 12 | 5   | 6   | 1   | 37   | 17   | 1042  | 862   | 16  |
| 3. | Jarun        | 12 | 5   | 4   | 3   | 38   | 18   | 1027  | 866   | 14  |
| 4. | Vrapče       | 12 | 4   | 6   | 2   | 32   | 25   | 980   | 910   | 14  |
| 5. | Erste Zagreb | 12 | 1   | 10  | 1   | 27   | 27   | 893   | 924   | 12  |
| 6. | Žnjan        | 12 | 1   | 3   | 8   | 14   | 40   | 740   | 1003  | 5   |
| 7. | Mladost      | 12 | 1   | 2   | 9   | 11   | 42   | 752   | 1039  | 4   |

 Izvori: 

 kop-cakovec.hr, Bilten 2011 

 kop-cakovec.hr, turnir Zagreb 

Turniri
- Split, Žnjan, 2. – 3. srpnja 2011.[4][1]
- Zagreb, Jarun (Malo Jezero), 5. – 7. kolovoza 2011.[3][1]

## Vanjske poveznice
- hos-cvf.hr, Odbojka na pijesku
- kop-cakovec.hr  Arhivirana inačica izvorne stranice od 10. studenoga 2024. (Wayback Machine)